# سكوت إيرفاين
سكوت إيرفاين هو ملحن كندي، ولد في 30 ديسمبر 1953.

## وصلات خارجية
- سكوت إيرفاين على موقع ميوزك برينز (الإنجليزية)
- سكوت إيرفاين على موقع ديسكوغز (الإنجليزية)